# Fousseni Diabaté
Fousseni Diabaté (Aubervilliers, 18 oktober 1995) is een Malinees-Frans voetballer die doorgaans speelt als aanvaller. In juli 2025 verliet hij Lausanne-Sport. Diabaté maakte in 2023 zijn debuut in het Malinees voetbalelftal.

## Clubcarrière
Diabaté speelde in de jeugd van Stade Rennais en Stade de Reims, waarna hij bij die laatste club in het tweede elftal terechtkwam. Hierna speelde hij twee seizoenen voor de reserves van EA Guingamp, alvorens hij bij Gazélec Ajaccio ging spelen in de zomer van 2017. In de eerste helft van het seizoen 2017/18 kwam de aanvaller tot achttien competitieoptredens, waarvan zeventien als basisspeler. In deze wedstrijden wist hij tot drie doelpunten te komen.
In januari 2018 werd Diabaté voor circa twee miljoen euro overgenomen door Leicester City. Bij de Engelse club zette hij zijn handtekening onder een verbintenis voor de duur van vierenhalf jaar. Een jaar na zijn komst verhuurde Leicester City de aanvaller voor een halfjaar aan Sivasspor. Hierna werd hij ook verhuurd aan Amiens, voor Trabzonspor de aanvaller kocht in september 2020. Hier werd hij achtereenvolgens verhuurd aan Göztepe en medio 2021 aan Giresunspor. Na afloop van deze verhuurperiode mocht hij van Trabzonspor definitief vertrekken en Partizan nam hem hierop over. Voor circa zeshonderdduizend euro verkaste Diabaté in september 2023 naar Lausanne-Sport, waar hij voor drie jaar tekende.

## Clubstatistieken
| Seizoen | Club              | Competitie     | Competitie | Competitie | Beker | Beker | Internationaal | Internationaal | Totaal | Totaal |
| Seizoen | Club              | Competitie     | Wed.       | Dlp.       | Wed.  | Dlp.  | Wed.           | Dlp.           | Wed.   | Dlp.   |
| ------- | ----------------- | -------------- | ---------- | ---------- | ----- | ----- | -------------- | -------------- | ------ | ------ |
| 2014/15 | Stade de Reims II | CFA 2          | 28         | 0          | —     | —     | —              | —              | 32     | 0      |
| 2015/16 | EA Guingamp II    | CFA 2          | 23         | 4          | —     | —     | —              | —              | 23     | 4      |
| 2016/17 | EA Guingamp II    | CFA 2          | 26         | 8          | —     | —     | —              | —              | 26     | 8      |
| 2016/17 | EA Guingamp       | Ligue 1        | 0          | 0          | 2     | 0     | —              | —              | 2      | 0      |
| 2017/18 | Gazélec Ajaccio   | Ligue 2        | 18         | 3          | 3     | 2     | —              | —              | 21     | 5      |
| 2017/18 | Leicester City    | Premier League | 14         | 0          | 2     | 2     | —              | —              | 16     | 2      |
| 2018/19 | Leicester City    | Premier League | 1          | 0          | 2     | 0     | —              | —              | 3      | 0      |
| 2018/19 | → Sivasspor       | Süper Lig      | 17         | 2          | 0     | 0     | —              | —              | 17     | 2      |
| 2019/20 | → Amiens          | Ligue 1        | 20         | 1          | 4     | 0     | —              | —              | 24     | 1      |
| 2020/21 | Trabzonspor       | Süper Lig      | 6          | 0          | 1     | 0     | —              | —              | 7      | 0      |
| 2020/21 | → Götzepe         | Süper Lig      | 18         | 3          | 0     | 0     | —              | —              | 18     | 3      |
| 2021/22 | → Giresunspor     | Süper Lig      | 34         | 6          | 0     | 0     | —              | —              | 34     | 6      |
| 2022/23 | Partizan          | Superliga      | 32         | 2          | 1     | 0     | 12             | 5              | 45     | 7      |
| 2023/24 | Lausanne-Sport    | Super League   | 25         | 2          | 2     | 0     | —              | —              | 27     | 2      |
| 2024/25 | Lausanne-Sport    | Super League   | 35         | 7          | 5     | 1     | —              | —              | 40     | 8      |
| Totaal  | Totaal            | Totaal         | 280        | 39         | 22    | 5     | 12             | 5              | 314    | 49     |

Bijgewerkt op 2 juli 2025.

## Interlandcarrière
Diabaté maakte zijn debuut in het Malinees voetbalelftal op 6 oktober 2017, toen met 1–0 gewonnen werd van Oeganda in een vriendschappelijke wedstrijd door een doelpunt van Lassine Sinayoko. Hij mocht van bondscoach Éric Chelle in de achtenzestigste minuut als invaller voor Kamory Doumbia betreden.
Hij werd in januari 2024 door Chelle opgenomen in de Malinese selectie voor het uitgestelde Afrikaans kampioenschap 2023. Mali werd eerste in Groep E na een overwinning op Zuid-Afrika (2–0) en gelijke spelen tegen Tunesië (1–1) en Namibië (0–0). In de achtste finales werd Burkina Faso (2–1) verslagen, waarna de latere kampioen Ivoorkust na verlenging met 1–2 te sterk was in de kwartfinales. Diabaté speelde in alle duels van Mali mee.
| Interlands van Mamadou Fofana voor Mali | Interlands van Mamadou Fofana voor Mali | Interlands van Mamadou Fofana voor Mali | Interlands van Mamadou Fofana voor Mali | Interlands van Mamadou Fofana voor Mali | Interlands van Mamadou Fofana voor Mali | Interlands van Mamadou Fofana voor Mali |
| №                                       | Datum                                   | Wedstrijd                               | Uitslag                                 | Competitie                              | Goals                                   |                                         |
| Als speler bij Alanyaspor               | Als speler bij Alanyaspor               | Als speler bij Alanyaspor               | Als speler bij Alanyaspor               | Als speler bij Alanyaspor               | Als speler bij Alanyaspor               | Als speler bij Alanyaspor               |
| --------------------------------------- | --------------------------------------- | --------------------------------------- | --------------------------------------- | --------------------------------------- | --------------------------------------- | --------------------------------------- |
| 1                                       | 13 oktober 2023                         | Mali – Oeganda                          | 1 – 0                                   | Vriendschappelijk                       |                                         |                                         |
| 2                                       | 17 oktober 2023                         | Saoedi-Arabië – Mali                    | 1 – 3                                   | Vriendschappelijk                       |                                         |                                         |
| 3                                       | 17 november 2023                        | Mali – Tsjaad                           | 3 – 1                                   | WK 2026 kwalificatie                    |                                         |                                         |
| 4                                       | 20 november 2023                        | Mali – Centraal-Afrikaanse Republiek    | 1 – 1                                   | WK 2026 kwalificatie                    |                                         |                                         |
| 5                                       | 6 januari 2024                          | Mali – Guinee-Bissau                    | 6 – 2                                   | Vriendschappelijk                       |                                         |                                         |
| 6                                       | 16 januari 2024                         | Mali – Zuid-Afrika                      | 2 – 1                                   | AK 2023                                 |                                         |                                         |
| 7                                       | 20 januari 2024                         | Tunesië – Mali                          | 1 – 1                                   | AK 2023                                 |                                         |                                         |
| 8                                       | 24 januari 2024                         | Namibië – Mali                          | 0 – 0                                   | AK 2023                                 |                                         |                                         |
| 9                                       | 30 januari 2024                         | Mali – Burkina Faso                     | 2 – 1                                   | AK 2023                                 |                                         |                                         |
| 10                                      | 3 februari 2024                         | Ivoorkust – Mali                        | 2 – 1 n.v.                              | AK 2023                                 |                                         |                                         |
| 11                                      | 22 maart 2024                           | Mali – Mauritanië                       | 2 – 0                                   | Vriendschappelijk                       |                                         |                                         |
| 12                                      | 26 maart 2024                           | Mali – Nigeria                          | 2 – 0                                   | Vriendschappelijk                       |                                         |                                         |

Bijgewerkt op 2 juli 2025.